# Döndub Wangčhen
Döndub Wangčhen (* 17. října 1974) je tibetský režisér. Po zveřejnění svého filmu Nechat strach za sebou byl v roce 2008 zadržen čínskými úřady, dne 28. prosince 2009 byl odsouzen k šesti letům vězení. Proti jeho uvěznění marně protestovala řada organizací na ochranu lidských práv.
Döndub Wangčhen byl poprvé zadržen v březnu 2008 při vlně nepokojů v Tibetu. Asi po třech měsících se mu podařilo uniknout. Poté však byl znovu zatčen, mučen a vystaven špatnému zacházení.
Organizace Amnesty International prohlásila Dönduba Wangčhena za vězně svědomí, který byl zadržován za nenásilné uplatňování práva na svobodu vyjadřování. Dopisové akce na jeho podporu v ČR podepsali např. profesor Jan Sokol, socioložka Jiřina Šiklová nebo bývalý politický vězeň Jiří Gruntorád.
Po svém propuštění z vězení v roce 2014 zůstával pod přísným dohledem, v prosinci 2017 se mu ale podařilo uprchnout do Spojených států, kde získaly v roce 2012 jeho manželka a děti politický azyl.

## Ocenění
V roce 2014 byla Wangčhenovi v nepřítomnosti udělena Cena Václava Havla za kreativní disent.